# Bracon longigenis
Bracon longigenis är en stekelart som beskrevs av Vladimir Ivanovich Tobias 1957. Bracon longigenis ingår i släktet Bracon och familjen bracksteklar. Inga underarter finns listade.